# Kérastase
Kérastase — профессиональный косметический бренд по уходу за кожей головы и волосами, принадлежит компании L'Oréal.
История марки Kérastase началась в 1964 году, когда президент компании L’Oreal Франсуа Даль принял решение о создании профессионального косметического бренда по уходу за кожей головы и волосами класса люкс. Не имеющий в своём ассортименте красителей и средств для химической завивки волос, Kérastase занял особое место в салонах красоты. К тому же в начале 1960-х годов сложилась острая потребность в восстановлении кожи головы и волос.
В 1959 году на экраны вышел фильм «Бабетта идёт на войну» с Брижит Бардо в главной роли. После показа фильма на больших экранах, парикмахерские и салоны красоты во всем мире были переполнены девушками и женщинами, желающими заполучить причёску «Бабетта», которую создал парикмахер Жак Дессанж. Однако её исполнение требовало плотного начёса и использования большого количества лака для волос, что приводило к постепенному травмированию кожи головы и волос.
Ещё одной тенденцией в парикмахерском искусстве 1960-х годов, способствовавшей успеху Kérastase на мировом рынке, стало стремление иметь светлый оттенок волос. Моду на платиновые кудри задала ещё в 40-е годы Мэрилин Монро и поддержала Катрин Денёв, но зачастую уже после первой процедуры волосы становились сухими и ломкими, приобретали неэстетичный внешний вид, появлялись перхоть и покраснения на коже головы.
Таким образом, потребность в уходе стремительно возрастала, и уже в начале 1960-х годов сформировалась мода на гладкие и блестящие волосы. Наравне с высокотехничными прическами и бабеттами появились новые техники стрижек и укладок. Благодаря парикмахеру Видалу Сассуну зародилась мода на классические стрижки идеальной формы и линий, которые пропагандировали естественную красоту и структуру волос.
В 2013 для рекламы средств для укладки Couture Styling была приглашена Кейт Мосс. В этой рекламной кампании топ-модель предстала в образе дивы 60-х годов Брижит Бардо.
В 2014 году гамму Kérastase Discipline представила Диана Вишнёва, прима-балерина Мариинского театра.